# Mupirocin
Mupirocin ist ein Arzneistoff aus der Gruppe der Antibiotika, der zur Beseitigung von Staphylokokken aus der Nasenschleimhaut und in der lokalen Behandlung von Hautinfektionen eingesetzt wird. Es wurde im Bakterium Pseudomonas fluorescens entdeckt.

## Klinische Angaben

### Anwendungsgebiete (Indikationen)
Mupirocin wird zur Beseitigung insbesondere bestimmter methicillinempfindlicher bzw. methicillinresistenter Staphylococcus aureus-Stämme (MSSA/MRSA) aus dem Nasen-Rachenraum eingesetzt. Auch Streptokokken-Infektionen v. a. mit Streptococcus pyogenes sind damit behandelbar. Daneben gibt es auch eine Zubereitung zur lokalen Behandlung von Hautinfektionen wie Impetigo, Haarbalgentzündungen (Follikulitis) oder infizierten Ekzemen und zur Zusatzbehandlung bei Furunkeln oder Karbunkeln. Infektionen mit gramnegativen Bakterien, Anaerobiern und Enterococcus-Arten können mit Mupirocin nicht behandelt werden.

### Dosierung, Art & Dauer der Anwendung
Bei Anwendung in der Nase wird zwei- bis dreimal täglich eine streichholzkopfgroße Menge in beide Nasenvorhöfe eingebracht und durch zusammendrücken der Nasenflügel gleichmäßig verteilt.  Es wird eine Behandlungsdauer von 5–7 Tagen empfohlen. Danach sollte eine zweitägige Therapiepause erfolgen und an den Folgetagen der Sanierungserfolg mit einem weiteren Nasenabstrich kontrolliert werden.
Bei Hautinfektionen wird die Salbe mit dem Wirkstoff ein- bis dreimal täglich dünn auf die betroffenen Stellen aufgetragen.

### Gegenanzeigen (Kontraindikationen)
Die Salben dürfen nicht an den Bindehäuten der Augen angewendet werden. Die Darreichungsform zur Behandlung von Hautinfektionen darf darüber hinaus auch nicht an der Nasenschleimhaut angewendet werden. Die Behandlung der Nasensalbe darf nicht bei Säuglingen erfolgen, da diese die Salbe in die Atemwege aufnehmen könnten.

### Anwendung während Schwangerschaft & Stillzeit
Es liegen keine Daten zur Anwendung während der Schwangerschaft oder in der Stillzeit vor und es ist auch nicht bekannt, ob Mupirocin in die Muttermilch übergeht. Daher muss die Indikationsstellung hier besonders streng erfolgen.

### Unerwünschte Wirkungen (Nebenwirkungen)
Bei Anwendung an der Nase kann es gelegentlich zu Unverträglichkeitsreaktionen an der Nasenschleimhaut und sehr selten zu Überempfindlichkeitsreaktionen an der Haut kommen. Die Hautsalbe führt häufig zu Brennen, gelegentlich zu Juckreiz, Stechen, Rötungen und Trockenheit der behandelten Areale. Sehr selten wurden systemische allergische Reaktionen beschrieben. Bei längerer Anwendung kann es zur Besiedlung mit Bakterien kommen, die gegen den Wirkstoff resistent sind.

## Pharmakologische Eigenschaften

### Wirkungsmechanismus (Pharmakodynamik)
Als Stoffwechselprodukt des Bakterienstammes Pseudomonas fluorescens wirkt Mupirocin, indem es ein bakterielles Enzym, eine RNA-Synthetase (Isoleucyl-tRNA-Synthetase), hemmt. Auf diese Weise wird die bakterielle Proteinbiosynthese inhibiert (gehemmt). In höheren Konzentrationen wirkt es dadurch bakterizid. In Konzentrationen in der Nähe der „Minimalen Hemmkonzentration, MHK“ ist die Wirkung bakteriostatisch.

### Aufnahme und Verteilung im Körper (Pharmakokinetik)
Nach oraler oder intravenöser Verabreichung wird Mupirocin rasch in die unwirksame Moninsäure umgewandelt und ist daher nur für die lokale Anwendung geeignet. Bei Anwendung an der Schleimhaut wird weniger als 1 % der Menge als Moninsäure über die Nieren ausgeschieden.

## Handelsnamen
Monopräparate
Nasensalben
- Mupirocin InfectoPharm 20 mg/g Nasensalbe (D)
- Turixin (D)
- Bactroban (A, CH)

Dermatika:
- Infectopyoderm (D)
- Muporin (CH)